# Марктграйц
Марктграйц (нім. Marktgraitz) — громада в Німеччині, розташована в землі Баварія. Підпорядковується адміністративному округу Верхня Франконія. Входить до складу району Ліхтенфельс. Складова частина об'єднання громад Редвіц-ан-дер-Родах.
Площа — 3,75 км2. Населення становить 1130 ос. (станом на 31 грудня 2020).